# Флаперка
Флаперка је израз којим се у Сједињеним Државама 1920-их година означавала жена која је одбацивала дотадашње традиционалне норме и правила понашања, пре свега кроз преузимање дотад искључиво или претежно „мушких” активности као што су пушење, ноћни изласци, али његов специфичан физички изглед темељен на кратким сукњама, краткој коси и другим модним детаљима због којих се флаперке често наводе као једна од првих модерних супкултура. Појава флаперке се често тумачи као последица економских, политичких и културних трендова у САД након завршетка Првог светског рата, пре свега везаних за увођење женског права гласа, али и прохибиције која је, као у великим деловима друштва изузетно непопуларан закон, изазвала не само његово масовно и отворено кршење, него и одбацивање многих других ауторитета. Флаперка се обично везивала за растућу популарност џез музике, али и чарлстон плеса; по потоњем је и добила име, с обзиром да оно долази од енглеског глагола to flap (махати) којим су се описивали плесни покрети. Флаперке су се често повезивале и уз хедонизам и релативно либералне ставове према сексу у односу на раније и касније периоде. Ери флаперки је крај дошао са завршетком такозваних бурних двадесетих, односно сломом њујоршке берзе и почетком Велике економске кризе 1929. године.